# Europsko prvenstvo u košarci za igrače do 16 godina
Europsko prvenstvo u košarci za igrače do 16 godina, prije znano kao Europsko kadetsko prvenstvo, košarkaško je natjecanje koje se održava svake godine (od 1971. do 2003. održavalo se svako dvije godine). Trenutni prvak je reprezentacija Turske.

## Izdanja
| Godina       | Domaćin                              | Zlato              | Srebro      | Bronca             |
| ------------ | ------------------------------------ | ------------------ | ----------- | ------------------ |
| 2012.        | (domaćin prvenstva Litva i Latvija)  | Turska             | Francuska   | Srbija             |
| 2011. (više) | (domaćin prvenstva Češka)            | Hrvatska           | Češka       | Španjolska         |
| 2010. (više) | (domaćin prvenstva Crna Gora)        | Hrvatska           | Litva       | Turska             |
| 2009.        | (domaćin prvenstva Litva)            | Španjolska         | Litva       | Srbija             |
| 2008.        | (domaćin prvenstva Italija)          | Litva              | Češka       | Turska             |
| 2007.        | (domaćin prvenstva Grčka)            | Srbija             | Španjolska  | Litva              |
| 2006.        | (domaćin prvenstva Španjolska)       | Španjolska         | Rusija      | Srbija i Crna Gora |
| 2005.        | (domaćin prvenstva Španjolska)       | Turska             | Francuska   | Španjolska         |
| 2004.        | (domaćin prvenstva Grčka)            | Francuska          | Rusija      | Turska             |
| 2003.        | (domaćin prvenstva Španjolska)       | Srbija i Crna Gora | Turska      | Rusija             |
| 2001.        | (domaćin prvenstva Latvija)          | SR Jugoslavija     | Rusija      | Španjolska         |
| 1999.        | (domaćin prvenstva Slovenija)        | SR Jugoslavija     | Grčka       | Turska             |
| 1997.        | (domaćin prvenstva Belgija)          | SR Jugoslavija     | Rusija      | Izrael             |
| 1995. (više) | (domaćin prvenstva Portugal)         | Hrvatska           | Španjolska  | Grčka              |
| 1993.        | (domaćin prvenstva Turska)           | Grčka              | Španjolska  | Rusija             |
| 1991.        | (domaćin prvenstva Grčka)            | Italija            | Grčka       | Španjolska         |
| 1989.        | (domaćin prvenstva Španjolska)       | Grčka              | Jugoslavija | Italija            |
| 1987. (više) | (domaćin prvenstva Mađarska)         | Jugoslavija        | Italija     | SSSR               |
| 1985. (više) | (domaćin prvenstva Bugarska)         | Jugoslavija        | Španjolska  | Italija            |
| 1983. (više) | (domaćin prvenstva Zapadna Njemačka) | Jugoslavija        | Španjolska  | Zapadna Njemačka   |
| 1981.        | (domaćin prvenstva Grčka)            | SSSR               | Italija     | Zapadna Njemačka   |
| 1979. (više) | (domaćin prvenstva Sirija)           | Jugoslavija        | Italija     | Španjolska         |
| 1977.        | (domaćin prvenstva Francuska)        | Turska             | Jugoslavija | SSSR               |
| 1975.        | (domaćin prvenstva Grčka)            | SSSR               | Grčka       | Jugoslavija        |
| 1973.        | (domaćin prvenstva Italija)          | SSSR               | Španjolska  | Jugoslavija        |
| 1971. (više) | (domaćin prvenstva Italija)          | Jugoslavija        | Italija     | SSSR               |